# David Terans
Miguel David Terans Pérez (Montevidéu, 11 de agosto de 1994), é um futebolista uruguaio que atua como meia-atacante. Atualmente, joga pelo Peñarol.

## Carreira

### Rentistas
Nascido em Montevidéu, Terans juntou-se às categorias de base do Rentistas em 2010. Foi promovido ao time principal em 2013 e rapidamente conquistou a titularidade, marcando em sua primeira temporada sete gols em 21 partidas no Campeonato Uruguaio. Ao longo de três temporadas no clube, disputou um total de 99 partidas, marcou 14 gols e deu 16 assistências.

### Santiago Wanderers
Em julho de 2016, Terans foi repassado por empréstimo ao Santiago Wanderers, do Chile. Disputou 25 partidas e marcou 6 gols no Campeonato Chileno de 2016–17, além de entrar em campo duas vezes pela Copa Chile.

### Danubio
Em 26 de julho de 2017, Terans acertou a sua transferência para o Danubio. Marcou oito gols em 14 jogos do Torneio Clausura de 2017, ajudando o Danubio a conquistar a última vaga uruguaia na Copa Sul-Americana de 2018. Na temporada 2018, terminou como artilheiro do Torneio Apertura, com 10 gols em 14 jogos, e marcou 4 gols em 5 jogos no Torneio Intermedio.

### Atlético Mineiro
Em 15 de junho de 2018, Terans se transferiu ao Atlético Mineiro, assinando contrato de cinco anos.
David Terans chegou ao Atlético como artilheiro do campeonato uruguaio pelo Danubio. Ele foi contrato para substituir o venezuelano Otero na época. Contudo, nunca conseguiu desempenhar um bom futebol no Galo. Ao todo, foram apenas 33 jogos e dois gols marcados.

### Peñarol
Em 14 de janeiro de 2020, foi confirmada a transferência de Terans ao Peñarol por empréstimo de um ano, que foi eventualmente prorrogado até dezembro de 2021. Terans estreou em um amistoso contra o Los Angeles, onde o Peñarol saiu derrotado por 2 a 0, no dia 25 de janeiro de 2020.
David Terans deixou o Peñarol após acabar seu contrato de empréstimo com clube, ele disputou 43 jogos, marcou 18 gols e deu nove assistências.

### Athletico Paranaense

#### 2021
Em 22 de maio de 2021, Terans assinou um contrato de quatro anos com o Athletico Paranaense. David Terans estreou com assistência na vitória do Athletico por 1 a 0 contra do América-MG em 30 de maio de 2021, na Arena da Baixada, pela primeira rodada do Campeonato Brasileiro. Na noite de 24 de  junho de 2021, Terans marcou o primeiro gol com o emblema athleticano na partida contra o Bahia em Salvador. Ele se destacou em sua primeira temporada pelo clube, fazendo 9 gols e dando 10 assistências em 45 jogos, conquistando também a Copa Sul-Americana de 2021.

#### 2022
David Terans foi o grande personagem do Furacão no ano. Ele encerrou como artilheiro e garçom, com 17 gols e nove assistências em 53 partidas.  Terans foi fundamental para ajudar a levar o Athletico Paranaense até a final da Copa Libertadores da América de 2022.

#### 2023
Na temporada 2023, Terans estava com pouco espaço no time ao longo da temporada. Ele fez 31 jogos na temporada e passou mais de um mês sem começar uma partida como titular.
Terans deixou o Athletico Paranaense no meio da temporada. Ele fez 129 jogos pelo Rubro-Negro do Paraná, com 35 gols marcados e 26 assistências. Ele foi campeão do Campeonato Paranaense de 2023 e da Copa Sul-Americana de 2021.

### Pachuca
No dia 4 de julho de 2023, foi confirmada a sua saída do Athletico Paranaense para o Pachuca, time que disputa a Liga MX, primeira divisão do México. O valor foi de 18 milhões de reais.
No clube mexicano acabou não tendo sucesso, sendo por vezes escalado como segundo-atacante (posição em que não rende tão bem), o meia-atacante Terans buscou o retorno ao futebol brasileiro. Terans atuou em 11 partidas, sem marcar gols ou dar assistências.

### Fluminense
No dia 24 de janeiro de 2024, o jogador foi contratado pelo Fluminense, o contrato tem duração de dois anos, ou seja, até 2026.
Terans jamais teve espaço no Tricolor durante toda temporada 2024. A última vez em que esteve em campo foi em 30 de junho, à época sob o comando de Marcão. Ou seja, ele jamais foi utilizado pelo técnico Mano Menezes. Disputou somente 17 partidas, 11 delas saindo do banco, e fez apenas um gol, além de uma assistência.

### Peñarol
O jogador acertou seu retorno por empréstimo de um ano ao clube com opção de compra ao final do contrato.

## Estatísticas
Atualizado até 25 de agosto de 2021.

### Clubes
| Clube                | Temporada         | Campeonato nacional | Campeonato nacional | Campeonato nacional | Copa nacional[a] | Copa nacional[a] | Copa nacional[a] | Competições continentais[b] | Competições continentais[b] | Competições continentais[b] | Outros torneios[c] | Outros torneios[c] | Outros torneios[c] | Total | Total | Total   |
| Clube                | Temporada         | Jogos               | Gols                | Assist.             | Jogos            | Gols             | Assist.          | Jogos                       | Gols                        | Assist.                     | Jogos              | Gols               | Assist.            | Jogos | Gols  | Assist. |
| -------------------- | ----------------- | ------------------- | ------------------- | ------------------- | ---------------- | ---------------- | ---------------- | --------------------------- | --------------------------- | --------------------------- | ------------------ | ------------------ | ------------------ | ----- | ----- | ------- |
| Rentistas            | 2012-13           | 17                  | 4                   | 1                   | —                | —                | —                | —                           | —                           | —                           | —                  | —                  | —                  | 17    | 4     | 1       |
| Rentistas            | 2013-14           | 22                  | 7                   | 2                   | —                | —                | —                | —                           | —                           | —                           | —                  | —                  | —                  | 22    | 7     | 2       |
| Rentistas            | 2014-15           | 28                  | 4                   | 4                   | —                | —                | —                | 2                           | 0                           | 1                           | —                  | —                  | —                  | 30    | 4     | 5       |
| Rentistas            | 2015-16           | 30                  | 3                   | 18                  | —                | —                | —                | —                           | —                           | —                           | —                  | —                  | —                  | 30    | 3     | 8       |
| Rentistas            | Total             | 97                  | 18                  | 15                  | 0                | 0                | 0                | 2                           | 0                           | 1                           | 0                  | 0                  | 0                  | 99    | 18    | 16      |
| Santiago Wanderers   | 2016              | 13                  | 3                   | 3                   | 2                | 0                | 2                | —                           | —                           | —                           | —                  | —                  | —                  | 15    | 3     | 5       |
| Santiago Wanderers   | 2017              | 12                  | 3                   | 0                   | —                | —                | —                | —                           | —                           | —                           | —                  | —                  | —                  | 12    | 3     | 0       |
| Santiago Wanderers   | Total             | 25                  | 6                   | 3                   | 0                | 0                | 0                | 0                           | 0                           | 0                           | 0                  | 0                  | 0                  | 27    | 6     | 5       |
| Danubio              | 2017              | 14                  | 8                   | 1                   | —                | —                | —                | —                           | —                           | —                           | —                  | —                  | —                  | 14    | 8     | 1       |
| Danubio              | 2018              | 20                  | 14                  | 6                   | —                | —                | —                | 2                           | 0                           | 0                           | —                  | —                  | —                  | 22    | 14    | 6       |
| Danubio              | Total             | 34                  | 22                  | 7                   | 0                | 0                | 0                | 2                           | 0                           | 0                           | 0                  | 0                  | 0                  | 36    | 22    | 7       |
| Atlético Mineiro     | 2018              | 19                  | 1                   | 1                   | —                | —                | —                | —                           | —                           | —                           | —                  | —                  | —                  | 19    | 1     | 1       |
| Atlético Mineiro     | 2019              | 4                   | 0                   | 0                   | —                | —                | —                | 2                           | 0                           | 0                           | 8                  | 1                  | 0                  | 14    | 1     | 0       |
| Atlético Mineiro     | Total             | 23                  | 1                   | 1                   | 0                | 0                | 0                | 2                           | 0                           | 0                           | 8                  | 1                  | 0                  | 33    | 2     | 1       |
| Peñarol              | 2020              | 29                  | 15                  | 2                   | —                | —                | —                | 8                           | 0                           | 0                           | —                  | —                  | —                  | 37    | 15    | 2       |
| Peñarol              | 2021              | —                   | —                   | —                   | —                | —                | —                | 6                           | 3                           | 3                           | —                  | —                  | —                  | 6     | 3     | 3       |
| Peñarol              | Total             | 29                  | 15                  | 2                   | 0                | 0                | 0                | 14                          | 3                           | 3                           | 0                  | 0                  | 0                  | 43    | 18    | 5       |
| Athletico Paranaense | 2021              | 29                  | 6                   | 7                   | 9                | 2                | 1                | 7                           | 1                           | 2                           | 0                  | 0                  | 0                  | 45    | 9     | 10      |
| Athletico Paranaense | 2022              | 31                  | 12                  | 4                   | 3                | 0                | 2                | 12                          | 2                           | 3                           | 6                  | 3                  | 0                  | 53    | 17    | 9       |
| Athletico Paranaense | 2023              | —                   | —                   | —                   | —                | —                | —                | —                           | —                           | —                           | 9                  | 3                  | 5                  | 31    | 5     | 8       |
| Athletico Paranaense | Total             | 60                  | 18                  | 11                  | 12               | 2                | 3                | 19                          | 3                           | 12                          | 15                 | 6                  | 5                  | 129   | 31    | 27      |
| Pachuca              | 2023              | 12                  | 0                   | 0                   | 0                | 0                | 0                | 0                           | 0                           | 0                           | 0                  | 0                  | 0                  | 12    | 0     | 0       |
| Pachuca              | Total             | 12                  | 0                   | 0                   | 0                | 0                | 0                | 0                           | 0                           | 0                           | 0                  | 0                  | 0                  | 12    | 0     | 0       |
| Fluminense           | 2024              | 7                   | 0                   | 0                   | 2                | 1                | 0                | 2                           | 0                           | 0                           | 6                  | 0                  | 1                  | 17    | 1     | 1       |
| Fluminense           | Total             | 7                   | 0                   | 0                   | 2                | 1                | 0                | 2                           | 0                           | 0                           | 6                  | 0                  | 1                  | 17    | 1     | 1       |
| Total na carreira    | Total na carreira | 275                 | 80                  | 39                  | 16               | 3                | 5                | 38                          | 6                           | 9                           | 26                 | 7                  | 6                  | 378   | 98    | 62      |

- a. ^ Jogos da Copa do Brasil
- b. ^ Jogos da Copa Libertadores da América
- c. ^ Jogos do Campeonato Carioca e Campeonato Paranaense

## Seleção Uruguaia
|    | Data                  | Local               | Resultado | Adversário | Gols | Competição              |
| -- | --------------------- | ------------------- | --------- | ---------- | ---- | ----------------------- |
| 1. | 2 de setembro de 2021 | Lima, Peru          | 1–1       | Peru       | -    | Eliminatórias Copa 2022 |
| 2. | 5 de setembro de 2021 | Montevidéu, Uruguai | 4–2       | Bolívia    | -    | Eliminatórias Copa 2022 |

## Títulos
Athletico Paranaense
- Copa Sul-Americana: 2021[18]
- Campeonato Paranaense: 2023

Fluminense
- Recopa Sul-Americana: 2024

### Artilharia
- Torneio Apertura: 2018 (10 gols)
- Recopa Sul-Americana de 2022 (1 gol)